# 第7回全日本女子サッカー選手権大会
第7回全日本女子サッカー選手権大会（だい7かいぜんにほんじょしさっかーせんしゅけんたいかい）は、1986年3月27日から3月30日に開催された全日本女子サッカー選手権大会。この大会から男子と同様の5号ボールを使用。準決勝までは引き続き60分（30分ハーフ）で行ったが、決勝戦は90分（45分ハーフ）となった。
決勝のカードは3大会連続で清水第八スポーツクラブと高槻女子フットボールクラブによる対戦となったが、またも清水第八が勝利して6連覇を成し遂げ、木岡二葉（清水第八）が最優秀選手を受賞。3位は読売サッカークラブ女子・ベレーザ（現・日テレ・ベレーザ）が3年連続の、神戸FCレディース（TASAKIペルーレFCの前身）が初めての受賞となった。

## 成績
- 優勝：清水第八スポーツクラブ
- 準優勝：高槻女子フットボールクラブ
- 第3位：読売サッカークラブ女子・ベレーザ、神戸FCレディース

## 出場チーム

### 前回優勝
- 清水第八スポーツクラブ

### 北海道地域
- モルテンはばたけサッカークラブ

### 東北地域
- 宮城広瀬高校女子サッカー部

### 関東地域
- 読売サッカークラブ女子・ベレーザ
- FCジンナン
- 陽南中女子サッカークラブ
- 茅ヶ崎フィーバーズ

### 北信越地域
- レディース西条

### 東海地域
- 静岡紅葵女子サッカークラブ
- 名古屋女子サッカークラブ

### 関西地域
- 高槻女子フットボールクラブ
- 神戸FCレディース
- 兵庫教育大学女子サッカー部

### 中国地域
- 米子コスモス

### 四国地域
- 愛媛県立宇和島南高校

### 九州地域
- 熊本レディース飽田

## 開催方式

### 試合規定
- 試合時間
  - 1、2回戦、準々決勝、準決勝:60分（30分ハーフ）
  - 決勝:90分（45分ハーフ）
- 規定時間内に決しない場合
  - 1、2回戦、準々決勝:PK戦。
  - 準決勝:20分（10分ハーフ）の延長戦を行い、決しない場合はPK戦。
  - 決勝:20分（10分ハーフ）の延長戦を行い、決しない場合は両チーム優勝。

### 試合会場
1回戦・準々決勝
- 国立西が丘サッカー場
- 国立西が丘運動場

準決勝
- 国立西が丘サッカー場

決勝
- 国立霞ヶ丘競技場陸上競技場

## 結果

### 1回戦
| 1986年3月27日 10:00 |

| 清水第八スポーツクラブ | 16 - 0 | 米子コスモス |
|                        |        |              |

| 国立西が丘サッカー場 |

| 1986年3月27日 11:30 |

| 宮城広瀬高校女子サッカー部 | 0 - 2 | 茅ヶ崎フィーバーズ |
|                            |       |                    |

| 国立西が丘サッカー場 |

| 1986年3月27日 13:00 |

| 神戸FCレディース | 3 - 0 | 熊本レディース飽田 |
|                  |       |                    |

| 国立西が丘サッカー場 |

| 1986年3月27日 14:30 |

| 名古屋女子サッカークラブ | 0 - 5 | FCジンナン |
|                          |       |            |

| 国立西が丘サッカー場 |

| 1986年3月27日 10:00 |

| 読売サッカークラブ女子・ベレーザ | 14 - 0 | レディース西条 |
|                                  |        |                |

| 国立西が丘運動場 |

| 1986年3月27日 11:30 |

| 兵庫教育大学女子サッカー部 | 3 - 0 | 愛媛県立宇和島南高校 |
|                            |       |                      |

| 国立西が丘運動場 |

| 1986年3月27日 13:00 |

| 陽南中女子サッカークラブ | 0 - 0 | 静岡紅葵女子サッカークラブ |
|                          |       |                            |
|                          | PK戦  |                            |
|                          | 3 - 5 |                            |

| 国立西が丘運動場 |

| 1986年3月27日 14:30 |

| モルテンはばたけサッカークラブ | 0 - 7 | 高槻女子フットボールクラブ |
|                                |       |                            |

| 国立西が丘運動場 |

### 準々決勝
| 1986年3月28日 10:00 |

| 清水第八スポーツクラブ | 6 - 0 | 茅ヶ崎フィーバーズ |
|                        |       |                    |

| 国立西が丘運動場 |

| 1986年3月28日 11:30 |

| 神戸FCレディース | 1 - 0 | FCジンナン |
|                  |       |            |

| 国立西が丘運動場 |

| 1986年3月28日 13:00 |

| 読売サッカークラブ女子・ベレーザ | 3 - 0 | 兵庫教育大学女子サッカー部 |
|                                  |       |                            |

| 国立西が丘サッカー場 |

| 1986年3月28日 14:30 |

| 静岡紅葵女子サッカークラブ | 0 - 3 | 高槻女子フットボールクラブ |
|                            |       |                            |

| 国立西が丘サッカー場 |

### 準決勝
| 1986年3月29日 13:00 |

| 清水第八スポーツクラブ | 2 - 0 | 神戸FCレディース |
|                        |       |                  |

| 国立西が丘サッカー場 |

| 1986年3月29日 14:30 |

| 読売サッカークラブ女子・ベレーザ | 0 - 1 | 高槻女子フットボールクラブ |
|                                  |       |                            |

| 国立西が丘サッカー場 |

### 決勝
| 1986年3月30日 14:00 |

| 清水第八スポーツクラブ | 5 - 1 | 高槻女子フットボールクラブ |
|                        |       |                            |

| 国立霞ヶ丘陸上競技場 |